# Marco Tutino
Marco Tutino (Milánó, 1954. május 30. –) olasz zeneszerző.
»Retróoperáiban« a romantikus és posztromantikus olasz hagyományokra, illetve a könnyűzene hatásmechanizmusaira támaszkodva, közvetlen és egyértelmű hatásra, afféle új egyszerűségre törekszik.

## Pályája
Egyike Olaszország külföldön legsikeresebb mai operaszerzőinek. Tanulmányait szülővárosában végezte, fuvola és zeneszerzés szakon szerzett diplomát a milánói konzervatóriumban. Pályáját a hetvenes évek végén kezdte a Neo-romantikusok zeneszerzői körének megalapításával. Alkotásai kamaraművek, szimfonikus kompozíciók, oratóriumok és operák. Műveit vezető olasz és külföldi művészek, kamaraegyüttesek, zenekarok és operaházak (többek között a milánói Scala, a római Operaház, Hollandia, Ausztria, Nagy-Britannia, Franciaország, Németország neves társulatai) tűzték műsorra kiváló karmesterek (t. k. Roberto Abbado, Daniele Gatti, Riccardo Chailly, Giuseppe Sinopoli, Carlo Rizzi, Dino Scuderi) dirigálásával.
Műveinek magyarországi előadása az 1990-es évektől Szegedhez, illetve a Szegedi Nemzeti Színház operatársulatához kötődik: La lupa (a Szegedi Nemzeti Színház előadása Pál Tamás vezényletével, Galgóczy Judit rendezésében, a címszerepben Szonda Évával, 1994), Pugachev (koncert-előadás Pál Tamás vezényletével, 1997), Vita (az ostravai Morva-Sziléziai Nemzeti Színház előadása a Vita (az ostravai Morva-Sziléziai Nemzeti Színház előadása a szegedi Armel Operafesztiválon, 2009),The Servant (a plzeňi Josef Kajetán Tyl Színház előadása a szegedi Armel Operafesztiválon, 2010), Le braci (ősbemutató az Armel Operafesztiválon, Budapesten, a Szegedi Nemzeti Színház előadásában, Gyüdi Sándor vezényletével, Toronykőy Attila rendezésében, 2014). Koncertdarabjait a '90-es években gyakran játszotta a Pál Tamás-vezette Salieri Kamarazenekar.
Kezdeményezője és létrehozója volt annak a palermói katedrálisban, 1993-ban bemutatott Requiemnek, melynek különböző szakait más-más olasz zeneszerzők írták a maffia áldozatainak emlékére. 2003-ban Plácido Domingo közreműködésével mutatták be Canto di pace c. oratóriumát, mely II. János Pál pápa szövegére készült és a későbbiekben Roberto Alagna és Andrea Bocelli szólójával is előadásra került.
Marco Tutino zeneszerzői munkásságán túl 1990-től különböző vezető pozíciókban is aktív szereplője az olasz zenei életnek. 1993-ig a Reggio Emilia-i Teatro Valli művészeti tanácsadója, (1990-től) 1994-ig a lombardiai zenei élet legfőbb szerve, a milánói Pomeriggi Musicali művészeti igazgatója volt. 1998-tól 2002-ig a veronai Aréna operai tanácsadója és rezidens zeneszerzője volt; az ő vezetésével működött a fiatalok érdeklődésének felkeltését célzó, igen sikeres Futuri program. 2002-től 2006-ig a torinói Teatro Regio operaház művészeti igazgatója, 2006-tól 2011-ig a bolognai Teatro Communale operaház intendánsa és művészeti igazgatója, 2009-től 2011-ig az olaszországi operaigazgatók társaságának (ANFOLS) elnöke volt. 2008-ban Bolognában megalapította Scuola dell'Opera Italiana néven működött magániskoláját. A kulturális minisztérium rendszeresen kéri fel tanácsadónak komolyzenei és operai kérdésekben.

## Művei

### Operák (ősbemutatókkal)
- Pinocchio (Teatro Margherita, Genova, 1985)
- Cirano (Teatro Comunale, Alessandria, 1987)
- Vite immaginarie (Teatro Comunale, Bologna, 1989)
- La Lupa (Teatro La Gran Guardia, Livorno, 1990)
- Federico II (a Bonni Opera megrendelésére, ősbemutató: Teatro Giovanni Battista Pergolesi, Jesi, 2004)
- Il gatto con gli stivali (Teatro Filarmonico, Verona, 1997)
- Vita (Teatro alla Scala, Milánó, 2003)
- Le bel indifferent (Teatro Lauro Rossi, Macerata, 2005)
- The Servant (Auditorium S. Paolo, Macerata, 2008)
- Senso (Teatro Massimo Vittorio Emanuele, Palermo, 2011)
- Le braci egyfelvonásos opera Márai Sándor A gyertyák csonkig égnek c. regénye nyomán (a Szegedi Nemzeti Színház előadása az Armel Nemzetközi Operafesztiválon, Budapest, 2014)[8]
- La ciociara (Two Women címen, San Francisco Opera, 2015)

### Nagyzenekari művek
- Une image en lieu de chasse (1978)
- Andrea, o i ricongiunti (1980)
- La Foresta incantata (1982)
- Black Beauty (1986)
- Fantasmi rapiti (1989)
- Friedrich Lieder (1991)
- Riccardo III – suite (1995)
- The Frame and the Cloud (1997)
- Canto di pace (2003)

### Egyházi zene
- Libera me – A maffia áldozatainak emlékére írott requiem (1992)
- Agnus Dei – Missa Solemnis Resurrectionis (1998)
- Kyrie – Missa Solemnis Resurrectionis (1998)

### Kamarazenekari művek
- Ouverture (1977)
- Stanze (1979)
- Ferite leggere (1984)
- Visite guidate (1984)
- Preludi a Pinocchio (1985)
- Arie (1987)
- Il giardino segreto (1990)
- Sinfonietta (1993)
- Lux illuxit (1993–94)
- La quinta stagione (1998)

### Kamaraművek
- Alto (70-es évek)
- Primo tempo di quartetto (70-es évek)
- Trobar (1975)
- Ed altro più io non so di me (1976)
- Quintetto su testo di Dylan Thomas (1977)
- Die Reise ins Paradies (1978)
- Quintetto d’ombre (1979)
- Trio cantato (1980)
- Canzonetta sull’aria (1981)
- Suite (1981)
- Tutti li miei penser (1981)
- Concerto per violino e fiati (1982)
- Gran partita (1982)
- Nella Voliera (1982)
- Nella Voliera – versione per archi (1982)
- Light Sonata (1983)
- Variazioni su «Là ci darem la mano» (1984)
- Holy Sonnet (1985)
- Tre romanze da Verdi (1985)
- Rime baciate (1986)
- Rime baciate – per quintetto di fiati (1987)
- Chimera (1988)
- Due arie (1988–89)
- Due canti antichi (1989)
- Falsi movimenti (1989)
- Canzone d’amore (1992)
- Fiery Words (1993)
- Canzone d’amore 2 (1996)
- Fiery Words III (1996)
- Elì, elì, lemà sebactani (1997)
- Toccata (1997)
- Sonata (1998)
- Tangoscuro (2000)
- Uomini dai capelli lunghi (2000)
- Ultime braci (2003)

### Művek szólóhangszerre és zenekarra
- Piano americano (1994)
- The Last Eagle (1994)

### Művek szólóhangszerre
- Due notturni (1980)
- Improvviso (1981)
- Terzo notturno (1981)
- The Game is over (1983)
- Mad Time Rag (1983)
- The Game is Lost (1985)
- The Game is Light (1985)
- Cadenza (1987)
- The Game is Broken (1988)
- The Game is Hard (1988)
- The Game is on (1988)
- The Game is Soft (1988)
- Chimera sola (1989)
- Tropical Nights (1991)
- Variazione con temi (1991)
- Fiery Words II (1993)
- Cose preziose (2000)

### Könyv
- Il mestiere dell'aria che vibra – Una visita guidata nei misteri della musica e dell'opera lirica. (Olasz nyelven, a. m.: A levegőrezgések mestersége – Kalauz a zene és az opera titkaihoz.) Ponte Alle Grazie, Milano, 2017.

## Diszkográfia
- Kyrie, Agnus Dei dalla Missa Solemnis Resurrectionis (kiadó: Agorà)
- Canzonetta sull'aria (kiadó: CDG)
- Due notturni (kiadó: CDG)
- Terzo notturno (kiadó: CDG)
- Suite (kiadó: Ermitage)
- Visite guidate (kiadó: Ermitage)
- Vite immaginarie (kiadó: AS Disc)
- Chimera (kiadó: Scatola Sonora)
- Sinfonietta (kiadó: Scatola Sonora)
- La Lupa (kiadó: Foné) - A felvételt az olasz köztársasági elnök díjával tüntették ki.
- Variazione con temi (kiadó: Ermitage)
- Friedrich Lieder (kiadó: Ermitage)
- Lux illuxit (kiadó: Ermitage)
- Fiery Words (kiadó: Ermitage)
- Riccardo III (kiadó: Ermitage)
- Alto (kiadó: Velut Luna)
- Tangoscuro (kiadó: Marrero)